# Chapelle romane (ancienne) sur le chemin de Consigny à Clinchamp
La chapelle romane (ancienne) sur le chemin de Consigny à Clinchamp est une chapelle catholique située à Consigny en France.

## Historique
La chapelle romane de Consigny, du XIIIe siècle, est bâtie par les moines cisterciens de l'abbaye de la Crête. Elle se caractérise par un ensemble de peintures murales. Elle est classée en 1925. 